# GJ 1214
GJ 1214 (Gliese 1214) ist ein 48 Lichtjahre von der Erde entfernter Roter Zwerg im Sternbild Schlangenträger. Er besitzt rund 15 % der Sonnenmasse und ist weitaus leuchtschwächer als diese. Die Effektivtemperatur von GJ 1214 liegt bei etwa 3000 K. In einem Abstand von etwa 0,014 AE umkreist ihn GJ 1214 b, eine sogenannte Supererde.